# Pterolophia schmidi
Pterolophia schmidi là một loài bọ cánh cứng trong họ Cerambycidae.